# Serge Atlaoui
Serge Areski Atlaoui est un Français né le 16 décembre 1963, arrêté le 11 novembre 2005 dans le cadre d'un coup de filet de la police indonésienne. Condamné à mort en Indonésie pour trafic de drogue, les autorités françaises font pression depuis avril 2015 pour empêcher son exécution.
Fin janvier 2025, son rapatriement en France le 4 février 2025 est annoncé.
Il sort de prison le 18 juillet 2025.

## Éléments biographiques
D'origine algérienne, Serge Areski Atlaoui (سيرج أريسكي عطلاوي en arabe) naît le 16 décembre 1963. Son lieu de naissance est inconnu.
Il devient artisan soudeur à Metz. Il travaille dans un premier temps à son compte aux Pays-Bas. 
Durant les années 1980, il alterne les séjours aux Pays-Bas, et l'usine RVI (Renault véhicules industriels), à Annonay, où il est soudeur de 1983 à 1991. Après 1991, il travaille dans diverses usines du Nord, et en Lorraine.[réf. nécessaire]
En 2005, Serge Atlaoui se trouve en Indonésie à Tangerang, dans la province de Banten à proximité de Jakarta. Il est chargé de l'entretien des machines dans une usine de la ville. Il affirme « avoir été recruté pour 4 000 euros la semaine afin d'installer des machines industrielles » qui serviraient à la fabrication d'acrylique. 
Selon son épouse, il y travaille une première fois, six semaines, où il est payé au noir, puis une seconde fois, deux matinées.

## Arrestation
Lors de sa deuxième matinée de travail, le 11 novembre 2005, dans le cadre d'une opération de police, 17 personnes — dont Serge Atlaoui — sont interpellées dans l'usine qui s'avère être une unité de production de pilules d'ecstasy. Selon le journal 20 minutes, il affirme être alors persuadé que l'usine servait à effectuer des « tests » de fabrication du MDMA, le composant de l'ecstasy, sans produire de cachets. Selon son épouse, c'est quelques instants avant son arrestation, en entendant une conversation non loin de lui, qu'il aurait compris dans quoi il s'était embarqué.
Parmi les dix-sept interpellés, quatre Indonésiens sont relâchés, tandis que six Indonésiens, cinq Chinois et deux Européens sont inculpés. Ils sont jugés en trois groupes d'après leur origine, car leur répartition géographique recouvre le rôle de chacun des prévenus : « les Chinois auraient produit du crack, les Européens de l'ecstasy ».

## Procès

### Les treize inculpés de l'usine
- six Indonésiens : deux d'entre eux supposés être les chefs de la bande sont, dès le jugement en première instance, condamnés à la peine de mort. Les sentences sont confirmées en appel et en cassation. Trois autres accusés — dont le chimiste et le fils de l'un des patrons — sont condamnés à vingt ans de réclusion. Le sixième indonésien — agent d'entretien — est condamné à dix ans de prison.
- cinq Chinois : cinq personnes sont condamnées, en première instance, à une peine d'emprisonnement de vingt ans. La sentence est confirmée en appel et aggravée en cassation où la peine capitale est finalement retenue.
- deux Occidentaux : Serge Atlaoui et son complice hollandais, sont condamnés, en première instance, à la prison à perpétuité, une peine confirmée en appel. En 2007, l'audience en cassation se conclut par la condamnation à mort des deux Européens[8]. Le Néerlandais décède en détention[6].

### Parcours judiciaire de Serge Atlaoui
Lors de son arrestation, il est accusé de possession de 138 kg de méthamphétamine, 290 kg de kétamine et 316 cylindres de substances précurseurs de drogues.

#### Premier procès et appel
Après un procès où il affirme qu'il pensait se trouver dans une usine de production d'acrylique, et non d'ecstasy, il est néanmoins condamné à la réclusion à perpétuité pour trafic de drogue en novembre 2006. Selon le Quai d'Orsay, lors de ce premier procès, Serge Atlaoui ne disposait pas d'interprète.
Il fait appel de ce jugement : lui et les autres inculpés sont condamnés à la même peine.

#### Pourvoi en cassation
En 2007, en cassation, les deux Européens (dont Serge Atlaoui) sont de nouveau jugés coupables, et cette fois condamnés à la peine de mort le 29 mai 2007,, c'est-à-dire la même peine que huit des onze autres prévenus dans l'affaire. Sabine Atlaoui, la femme qu'il vient d'épouser, se mobilise pour obtenir une grâce.

#### Demande de grâce présidentielle
Le président d'Indonésie élu en 2014, Joko Widodo, dit Jokowi, rejette le 28 janvier la grâce demandée par Serge Atlaoui. Celui-ci demande alors une révision du procès auprès de la cour suprême.

#### Demande de révision auprès de la Cour constitutionnelle
Le 21 avril 2015, la Cour constitutionnelle d'Indonésie rejette la demande de révision, car elle estime les faits avérés : Atlaoui fut « manifestement (with evidence) coupable de distribution, transfert et négoce de drogues dont de l'héroïne pure ».
Il s'agit de son dernier recours.
Deux jours plus tard, on annonce que son exécution est en préparation.
Toutefois, le 25 avril, le bureau du procureur général (ATO) retire son nom de la liste des toutes prochaines exécutions, afin de traiter les nouvelles informations de son dossier.

#### Seconde demande de grâce présidentielle
Selon The Jakarta Post et CNN Indonésie, l'appel qu'il forme concernant le refus de sa grâce par Joko Widodo aurait été rejeté le 28 avril 2015. Cette information est démentie par son avocat et par Romain Nadal, porte-parole du ministère des Affaires étrangères,. Sabine Atlaoui dit vivre « une torture psychologique intense ». Le recours aurait dû être examiné le 7 mai mais il est toutefois reporté du 7 au 13 mai 2015 à cause de l'indisponibilité de l'avocate de Serge Atlaoui. Le 13 mai, la Cour administrative de Jakarta accepte qu'un expert examine la procédure judiciaire. Lors de la prochaine audience, fixée au 20 mai, la défense doit soumettre ses arguments écrits à la Cour administrative. Celle-ci devrait entendre le 26 mai des experts judiciaires ou des témoins convoqués par la défense avant une dernière audience prévue le 28 mai. Les audiences se succèdent ou sont reportées et le 8 juin, un expert argumente que le président indonésien est un « responsable administratif » agissant au nom de l'administration présidentielle, raison pour laquelle ses décisions « relèvent de la Cour administrative ». Une nouvelle audience est fixée au 15 juin où il est annoncé que le 22 juin 2015, la décision finale sera rendue, après sa demande de recours auprès de la cour administrative de Jakarta.
Le 22 juin, son recours est rejeté par la cour administrative. Cette dernière indique toutefois qu'il ne sera pas exécuté pendant le mois de ramadan.
Le 14 juillet 2015, la Cour suprême rejette la demande en révision déposée par les avocats de Serge Atlaoui, arguant qu'il n'y a pas d'élément nouveau. Toutefois, le 13 juillet 2016, son sursis est confirmé et malgré une visite officielle de François Hollande en Indonésie en mars 2017, Serge Atlaoui est toujours, le 29 avril 2020, emprisonné et condamné à mort,.
Après plusieurs changements de lieux de détention, Serge Atlaoui se trouve toujours incarcéré au 1er mars 2024 dans la prison de Salemba, à Jakarta.

### Critiques de la procédure
Le Monde rapporte que des sources diplomatiques françaises ont émis des doutes sur l'impartialité de la procédure concernant les Européens en expliquant que : « Le fils du chef de réseau ou le chimiste étaient plus impliqués que M. Atlaoui, qui n'était qu'un contractuel recruté par le Néerlandais. », et en ajoutant qu'au cours des audiences « l'attention a porté davantage sur eux [le Français et le Néerlandais] que sur les chefs du réseau indonésien ». Le quotidien rappelle que si Serge Atlaoui a vu la demande de révision de son procès rejetée, il n'en va pas de même pour « ses patrons » qui ne sont plus menacés d'exécution avant l'étude de leurs dossiers.

### Rapatriement
En décembre 2024, la France soumet à l'Indonésie une requête officielle pour le « transfèrement » de Serge Atlaoui qui est effectif le 4 février 2025.

### Peine commuée
Le 12 février 2025, le Tribunal Correctionnel de Pontoise (Val-d’Oise) commue la peine de mort prononcée en Indonésie, à l’encontre de Serge Atlaoui, en une peine de 30 ans de prison.
Finalement, le 15 juillet 2025, le Tribunal d'Application des Peines de Melun (Seine-et-Marne) autorise sa libération conditionnelle, ce qui lui permet de sortir de prison le 18 juillet 2025.

## Mobilisation

### Initiatives, prises de parole
Une association, dénommée « 100 % Serge Atlaoui », est créée ; elle réunit 38 adhérents. Des rassemblements de soutien sont organisés à l'initiative de l'association Ensemble contre la peine de mort à Paris et Metz.

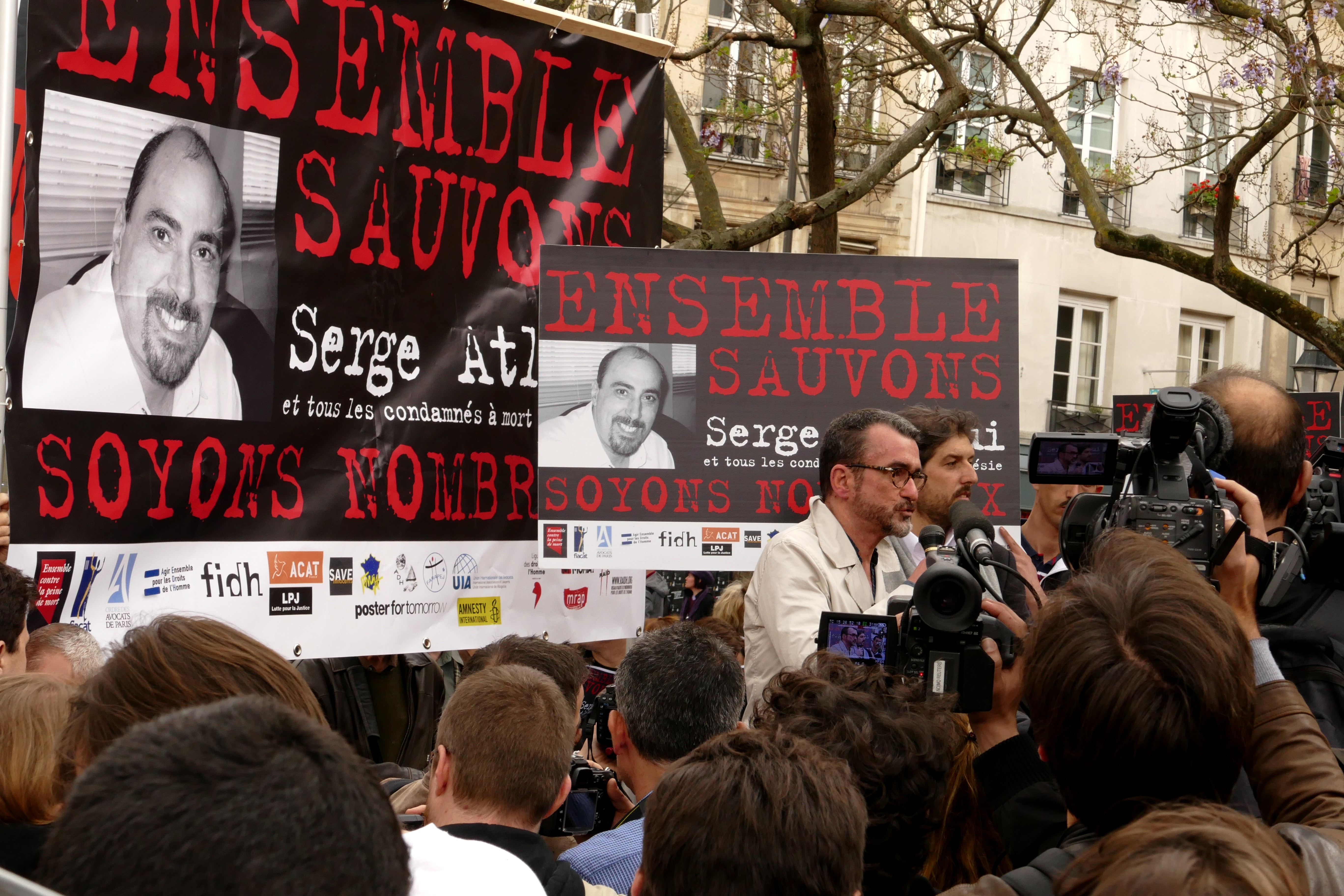
Richard Sédillot (à gauche), avocat de Serge Atlaoui, prend la parole lors du rassemblement d'Ensemble contre la peine de mort du 25 avril 2015 à Paris.

Corinne Breuzé, ambassadrice de France en Indonésie, déclare encore que cette exécution « ne sera pas sans conséquences sur la relation bilatérale (entre la France et l'Indonésie) ». Richard Sédillot, l'avocat d'Atlaoui, se dit « effondré ».

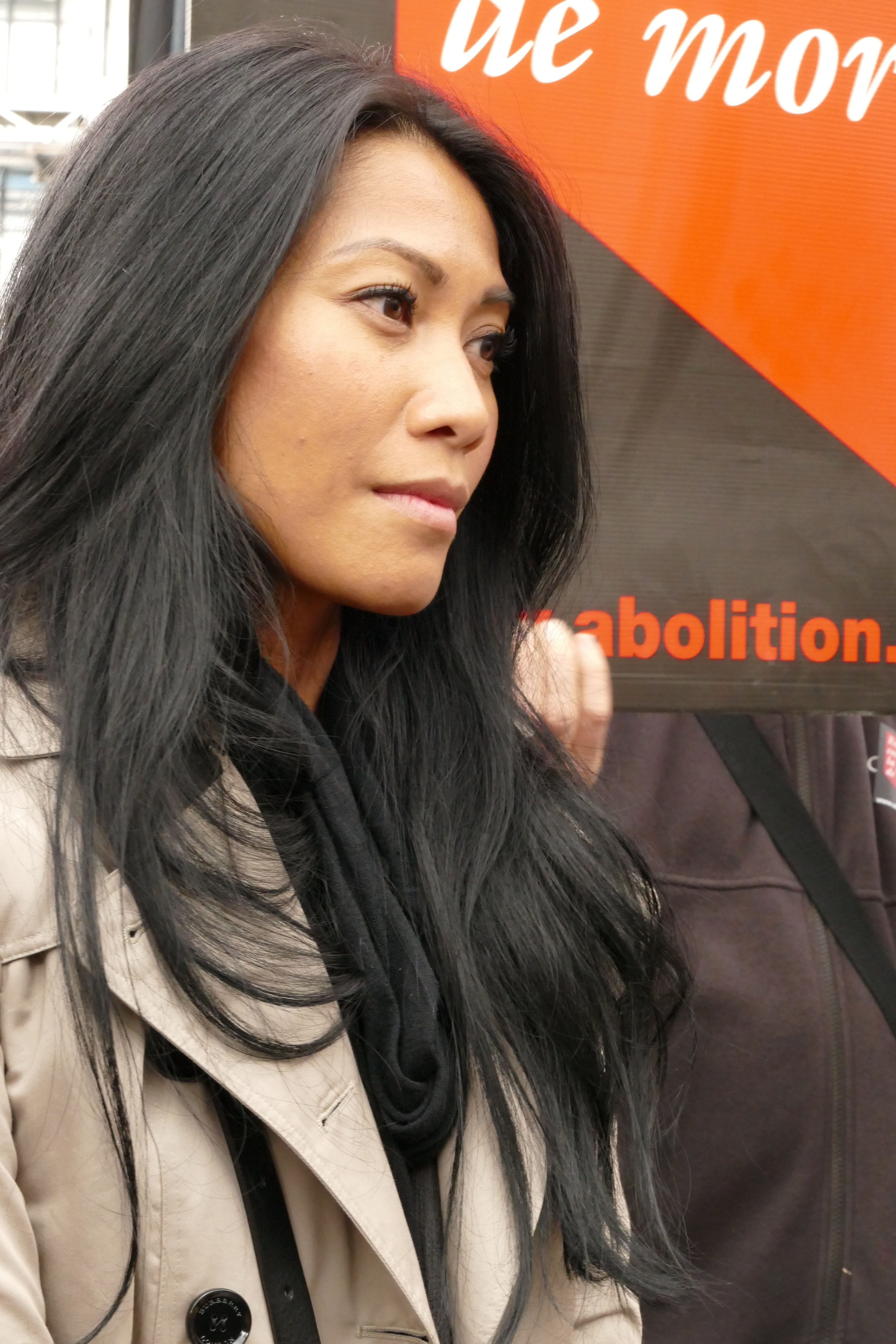
Anggun lors du rassemblement à l'initiative de Richard Sédillot et d'Ensemble contre la peine de mort le 25 avril 2015 à Paris.

Le 22 avril 2015, la chanteuse française née en Indonésie Anggun, très populaire en Indonésie, écrit au président Joko Widodo l'implorant de gracier Serge Atlaoui.
Répondant à l'appel du comité de soutien et de Richard Sédillot, avocat de Serge Atlaoui, deux manifestations publiques de soutien et de dénonciation de la peine de mort se tiennent le 25 avril 2015, une à Paris (place Edmond-Michelet), et une à Metz (place d'Armes)
Le FC Metz et le barreau de Metz apportent également leur soutien à Serge Atlaoui.

### Pressions diplomatiques
Le 22 avril 2015, Laurent Fabius, ministre français des Affaires étrangères, convoque l'ambassadeur d'Indonésie en France Hotmangaradja Pandjaitan (id) qu'il avait déjà convoqué à deux reprises en février et en avril.
François Hollande, président de la République française, interpelle l'Indonésie pour qu'elle sursoie à l'exécution qui serait « dommageable pour les relations que nous voulons avoir avec elle ». Le chef du gouvernement Manuel Valls déclare le même jour que « Défendre Serge Atlaoui, c'est rappeler la ferme opposition de la France à la peine de mort ».
Le secrétaire général des Nations unies Ban Ki-moon appelle « le gouvernement indonésien à ne pas exécuter […] les dix prisonniers qui sont dans le couloir de la mort pour des crimes présumés liés à la drogue ».
Le 29 avril 2015, Romain Nadal, le porte-parole du Quai d'Orsay, rappelle l'« obligation […] de sauver la vie d'un homme […] qui n'est pas un trafiquant de stupéfiants ».
Le 4 novembre 2024, la France demande officiellement son rapatriement. Yusril Ihza Mahendra, ministre chargé des affaires juridiques et des droits humains indonésien précise que « L’ambassade de France a remis une lettre du ministre français de la justice à son homologue indonésien, datée du 4 novembre, contenant une demande de transfert du prisonnier français nommé Serge Atlaoui ». Une nouvelle demande officielle demandant le transfèrement est envoyée par la France par l'intermédiaire d'une lettre officielle du ministre français de la Justice datée du 19 décembre 2024,.

### Autorités indonésiennes
Le président Joko Widodo a promis de lutter contre la drogue et n'entend pas gracier les condamnés pour trafic de stupéfiants.
Plusieurs exécutions dont certaines ne relevaient pas de cette affaire, eurent lieu le 18 janvier 2015. Huit autres exécutions eurent lieu le 29 avril 2015. Dans les deux cas, les pressions internationales furent vaines. L'Indonésie ne considère pas que ses relations diplomatiques avec les pays concernés seront détériorées.

## Vie personnelle
Il a un frère cadet, André Atlaoui, et est père de trois enfants au moment de son arrestation en 2005. Il a épousé une femme, Sabine, en prison en 2007. Avec celle-ci, il a eu un quatrième enfant, âgé de quatre ans en avril 2015.